# Lake Callabonna
Der Lake Callabonna ist ein trockener Salzsee im Nordosten des australischen Bundesstaates South Australia. 

## Geografie
Der See, der ungefähr 120 km südwestlich des Dreiländerecks South Australia – New South Wales – Queensland, der Cameron Corner, liegt, besitzt keine oder nahezu keine Vegetation, ist aber ein bedeutender Fundort für Fossilien aus dem späten Pleistozän. Er liegt am Südrand der Strzelecki-Wüste. Der Moppa-Collina-Channel verbindet ihn mit dem Lake Blanche, einem weiteren großen Salzsee nordwestlich des Lake Callabonna.
Der Dingozaun verläuft entlang des Westufers am südlichsten Teil des Salzsees.

## Geschichte
Die ersten Pastoralisten in der Gegend waren 1881 die Brüder Ragless, die von der Flinderskette hierher zogen und einen Schafspferch absteckten. Im Januar 1892 fand Fred Ragless zufällig eine Reihe riesiger Skelette, die in die trockene Oberfläche des Salzsees eingebettet waren. Daraufhin wurde eine Expedition ausgerüstet, die z. T. von Sir Thomas Elder und Edward Charles Stirling, dem damaligen Direktor des South Australian Museum, finanziert wurde. Bei einer Reihe von Besuchen, sicherten Stirling und A. H. Zietz eine große Menge von Diprotodon- und Donnervögelskeletten. 1901 wurde das Südende des Sees als Fossilienfundstätte (engl.: Fossil Reserve) ausgewiesen und der öffentliche Zugang begrenzt.